# Luis Tomasello
Luis Tomasello (La Plata, 29 de Novembro de 1915 – Paris, 21 de fevereiro de 2014) foi um pintor e escultor argentino, residente e Paris desde 1957.